# Каменишки хамам
Каменишкият хамам е турска обществена баня в източномакедонския град Сяр (Серес), Гърция. 
Сградата е разположена в махалата Каменица на пресечките на улиците „Мавромихалис“ и „Емануил Папас“ № 26. Регистрирана е като защитен паметник в 1991 година и отново през 2002 година, когато е реставрирана.